# Gabriela Brimmer
Gabriela Raquel Brimmer Dlugacz (Città del Messico, 12 settembre 1947 – Città del Messico, 3 gennaio 2000) è stata una scrittrice e attivista messicana, più nota come Gabriela Brymmer o Gaby Brimmer.

## Biografia
Fu un'attivista per i diritti delle persone disabili: era ella stessa disabile, affetta da paralisi cerebrale congenita. Figlia di immigrati austriaci ebrei, fu iscritta nella scuola elementare di un centro di riabilitazione, dove un insegnante seppe riconoscere il suo talento nella scrittura e la incoraggiò in tutti i modi. Nel 1967, a vent'anni, Gabriela Brimmer entrò in una scuola regolare, e anche qui trovò insegnanti comprensivi. In quello stesso anno cominciò a scrivere versi, usando l'unica parte del corpo che poteva controllare, un dito del piede sinistro. Fu sempre efficacemente aiutata da un'infermiera, Florencia Sánchez, che divenne anche la sua compagna.  Nel 1971 si iscrisse alla facoltà di Scienze Politiche e Sociali presso l'Università Nazionale Autonoma del Messico, scegliendo l'indirizzo in sociologia, ma non si laureò mai.
Gabriela Brimmer fondò in seguito un'organizzazione volta a tutelare le persone con disabilità motorie, nota come ADEPAM, e diede alle stampe diversi volumi di poesie.
Morì nel 2000 per arresto cardiaco.

## Nei media
- La sua vita è stata raccontata nel film Gaby - Una storia vera, uscito quando lei aveva quarant'anni.

| Controllo di autorità | VIAF (EN) 67803292 · ISNI (EN) 0000 0001 0983 1247 · LCCN (EN) n82026907 · GND (DE) 142037524 · J9U (EN, HE) 987007302142105171 |